# Mota (Automarke)
Mota war eine US-amerikanische Automobilmarke, die nur 1953 von der Banning Electric Products Corporation in New York City gebaut wurde.
Der Mota war ein zweitüriger Roadster mit drei Sitzplätzen und GFK-Karosserie. Seine Besonderheit war die Antriebseinheit, bei der ein kleiner, luftgekühlter Ottomotor einen Generator antrieb, von dem die elektrische Energie an einen Elektromotor weitergeleitet wurde, der seinerseits das Auto in Bewegung setzte. Die gesamte Antriebseinheit war vor der Hinterachse untergebracht, was den Mota zum Mittelmotorfahrzeug machte. Der Hersteller gab eine Beschleunigung von 0–160 km/h auf einer Strecke von nur 91 m an.